# Margot Lee Shetterly
Pour les articles homonymes, voir Shetterly.
Margot Lee Shetterly, née en 1969, est une écrivaine américaine de non-fiction. Elle publie en 2016 son premier livre, Les Figures de l'ombre, qui est adapté la même année au cinéma.

## Biographie
Margot Lee Shetterly est née à Hampton, en Virginie, en 1969. Son père travaille comme chercheur au centre de recherche Langley de la NASA,, et sa mère est professeur d'anglais à l' Université de Hampton. Elle fait ses études secondaires au lycée Phoebus de Hampton et sort diplômée de l'école de commerce de l'université de Virginie.
Après l'université, elle déménage à New York et travaille plusieurs années dans la banque d'investissement, d'abord au bureau de change de  J. P. Morgan, puis au bureau des marchés de capitaux à revenu fixe chez Merrill Lynch. Puis elle s'oriente vers l'industrie des médias, et travaille au démarrage de petites entreprises comme le site web Volume.com fondé par la chaîne HBO.
En 2005, elle déménage  au Mexique avec son mari, l'écrivain Aran Shetterly, pour fonder un magazine en langue anglaise pour les expatriés appelé Inside Mexico. Ce magazine s'est arrêté en 2009.
De 2010 à 2013, ils travaillent auprès de l'industrie du tourisme mexicain en rédigeant des éditoriaux et des guides de voyages.
En 2010, Shetterly commence à faire des recherches et à écrire Les Figures de l'ombre. En 2014, les droits du livre sont vendus à William Morrow, une filiale de HarperCollins et la productrice Donna Gigliotti est intéressée pour l'adapter en film,. L'adaptation Les Figures de l'ombre, produite par 20th Century Fox inclus au casting Taraji P. Henson, Octavia Spencer, Janelle Monáe, et Kevin Costner.
En 2013, elle fonde le projet calculatrices humaines, dont la mission est d'archiver et de faire connaître au grand public les travaux des femmes qui ont travaillé comme mathématiciennes et calculatrices au National Advisory Committee for Aeronautics (NACA) et à la National Aeronautics and Space Administration (NASA), notamment les West Area Computers.

## Publications
- Hidden Figures: The story of the African-American women who helped win the space race, William Morrow/HarperCollins, 2016 (ISBN 9780062363596)Publié en français sous le titre Les Figures de l'ombre, traduit par Johan Frederik Hel Guedj, Paris, HarperCollins, 2017 ; réédition Paris, HarperCollins, coll. « Poche », 2018

## Distinctions
- En 2014, Shetterly reçoit le prix du livre de la Fondation Alfred P. Sloan[2] pour son livre Les Figures de l'ombre et deux bourses de la fondation de Virginie pour les sciences humaines, pour son travail sur le projet de calculatrices humaines[8].
- En 2017, elle reçoit un NAACP Image Award dans la catégorie meilleure œuvre littéraire, hors fiction (Outstanding Literary Work, Nonfiction) [9].